# Tieghemella africana
Tieghemella africana är en tvåhjärtbladig växtart som beskrevs av Jean Baptiste Louis Pierre. Tieghemella africana ingår i släktet Tieghemella och familjen Sapotaceae. IUCN kategoriserar arten globalt som starkt hotad. Inga underarter finns listade i Catalogue of Life.